# Hintere Bachofenspitze
La Hintere Bachofenspitze est une montagne culminant à 2 668 m d'altitude dans le massif des Karwendel.

## Géographie
La Hintere Bachofenspitze se situe dans le chaînon Gleirsch-Halltal ; au sud se trouve le Rosskopf. La face nord tombe à pic avec une différence de 700 m devant le Kleiner Gschnierkopf (1 899 m d'altitude).

## Histoire
En octobre 2003, Franz Brunner et Fritz Gostner installent une croix sommitale.

## Ascension
La voie la plus fréquentée et la plus facile part du refuge du Pfeis sur le sentier par le Sonntagkar au sud-ouest. La voie à travers la barrière rocheuse est d'une difficulté 2.
Par ailleurs, le sommet de la Hintere Bachofenspitze est accessible lorsqu'on se trouve au sommet du Rosskopf, de la Sonntagkarspitze ou du Grosser Lafatscher.